# Bombinhas
Bombinhas is een gemeente in de Braziliaanse deelstaat Santa Catarina. De gemeente telt 13.695 inwoners (schatting 2009).

## Aangrenzende gemeente

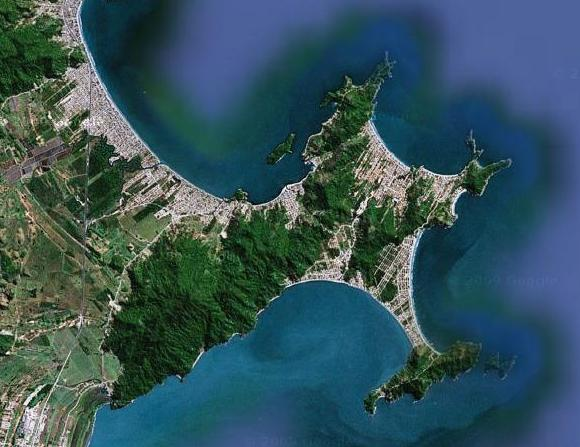
Satellietbeeld van Bombinhas

De gemeente grenst aan Porto Belo.